# Daiotyla
Daiotyla är ett släkte av orkidéer. Daiotyla ingår i familjen orkidéer.
Kladogram enligt Catalogue of Life:
| Daiotyla | \| \| Daiotyla albicans \| \| \| \| \| \| Daiotyla crassa \| \| \| \| \| \| Daiotyla maculata \| \| \| \| \| \| Daiotyla xanthina \| \| \| \| |
|          | \| \| Daiotyla albicans \| \| \| \| \| \| Daiotyla crassa \| \| \| \| \| \| Daiotyla maculata \| \| \| \| \| \| Daiotyla xanthina \| \| \| \| |
|          | Daiotyla albicans |
|          | |
|          | Daiotyla crassa |
|          | |
|          | Daiotyla maculata |
|          | |
|          | Daiotyla xanthina |
|          | |